# Oxathres ornata
Oxathres ornata là một loài bọ cánh cứng trong họ Cerambycidae.